# David X van Kartli
David X (Georgisch: დავით X, Davit X) (1482-1526) was koning van het Georgisch koninkrijk Kartlië van 1505 tot 1525.
Hij was de oudste zoon van Constantijn II die hij opvolgde als koning van Kartli in 1505. Ondanks het feit dat zijn vader de onafhankelijkheid van de afvallige koninkrijken Imereti en Kacheti erkende, duurde de rivaliteit tussen de koninkrijken voort onder David X.
David X stierf in 1526 en ligt begraven in de Svetitschoveli-kathedraal in Mtscheta.

## Kinderen
- Loearsab I
- Ramaz (ca. 1512 - ca. 1546)
- Demetre (ca. 1516 - ca. 1540)